# 圣吉东站
圣吉东站（法語：Saint-Guidon）是布鲁塞尔地铁5号线的车站，位于比利时布鲁塞尔首都大区安德莱赫特。

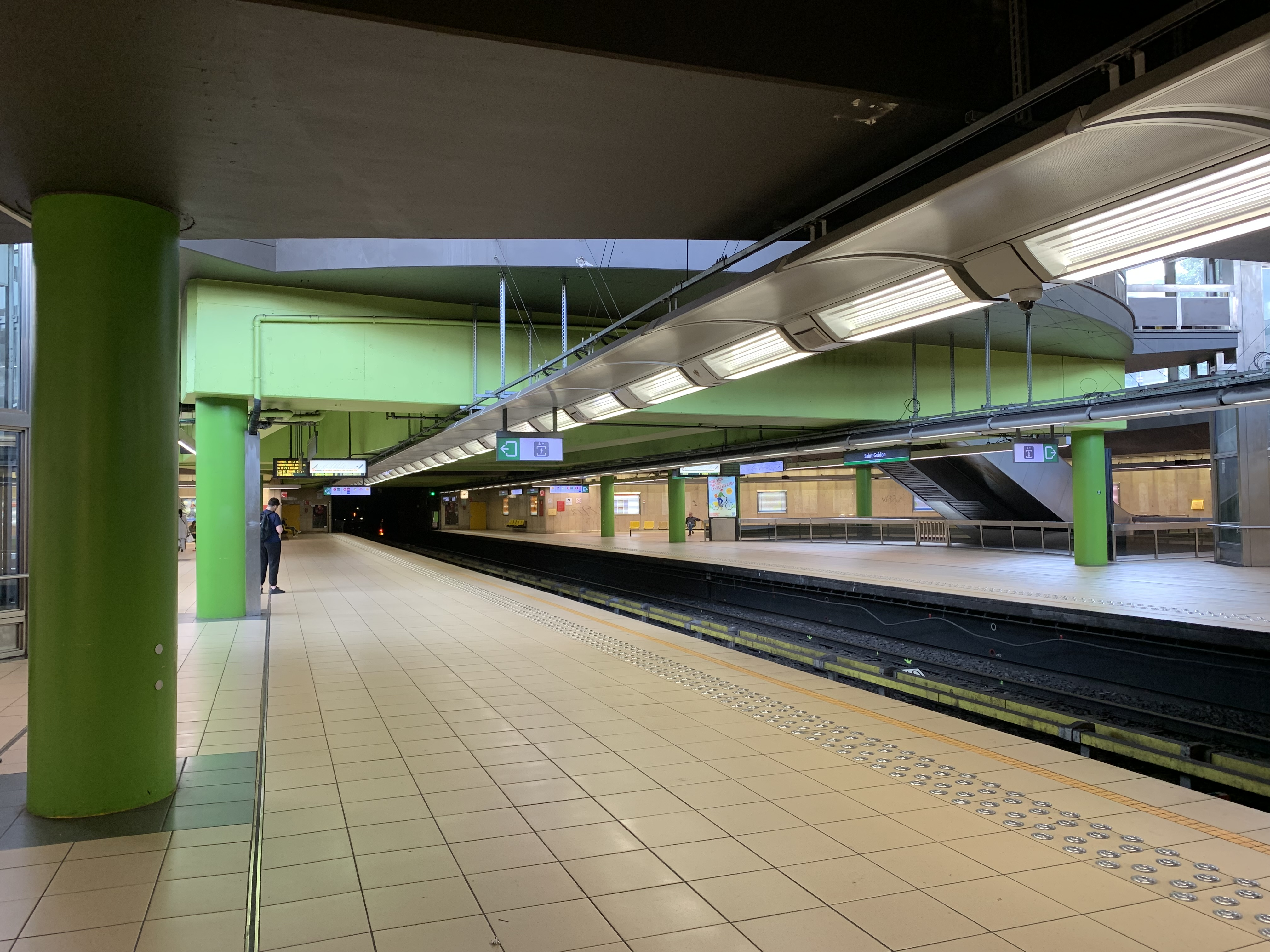
月台 (2024年8月)

## 名称
该站位于圣吉东大道（Cours Saint-Guidon/Sint-Guidocorso）下方，因而得名。圣吉东大道则是得名于天主教圣人安德莱赫特的圣吉东。